# Azadi

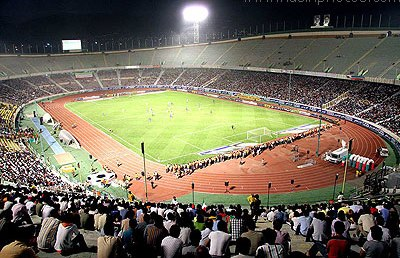
Azadi

Azadi är en fotbollsarena i Teheran och är nationalarenan och Persepolis Teherans och  Esteghlals (tidigare Taj) hemmaarena. Den har plats för 100 000 åskådare, men kan ta upp till 120 000 åskådare efter enklare omplacering av platserna. Dock vill myndigheterna av säkerhetskäl inte släppa in fler än 85 000 åskådare per match. Azadi stadium är idag den 11 största arenan i världen(en).
Azadi byggdes under 1970-talet av Shahen av Iran och hette ursprungligen "Stadiume Aryamehr", som efter den islamiska revolutionen ändrade namn till "Stadiume Azadi". I folkmun heter den också Stadiume Sadhezar nafare, vilket betyder Stadium med 100 000 åskådare.